# 沃尔特斯多夫 (石勒苏益格-荷尔斯泰因州)
沃尔特斯多夫是德国石勒苏益格－荷尔斯泰因州的一个市镇。总面积7.90平方公里，总人口268人，其中男性135人，女性133人（2011年12月31日），人口密度34人/平方公里。